# Jesse James at Bay
Jesse James at Bay è un film del 1941 diretto da Joseph Kane.
È un film western statunitense con Roy Rogers, Sally Payne e George 'Gabby' Hayes. È liberamente ispirato alla vita di Jesse James.

## Produzione
Il film, diretto da Joseph Kane su una sceneggiatura di James R. Webb con il soggetto di Harrison Jacobs, fu prodotto da Kane, come produttore associato, per la Republic Pictures e girato a Santa Clarita e nei Republic Studios a Hollywood in California.

## Colonna sonora
- You For Me - scritta da Sol Meyer, cantata da Roy Rogers
- The Old Chisholm Trail - tradizionale, cantata da Roy Rogers

## Distribuzione
Il film fu distribuito negli Stati Uniti dal 17 ottobre 1941 al cinema dalla Republic Pictures. È stato distribuito anche in Portogallo con il titolo Jesse James ao Ataque.

## Promozione
Le tagline sono:
- "THE WEST'S MOST FAMOUS BANDIT RIDES AGAIN! GUNS ROAR AS JESSE TAKES A TRAIL TO RIGHT A WRONG! (original poster - all caps)".
- "THE BOLDEST BANDIT OF ALL! Jesse's Greatest Adventure Becomes A Six-Gun Screen Sensation! ".
- "You'll thrill to his exciting portrayals of the notorious Jess James...and Clint Burns, the gambler ".
- "ROY ROGERS IN A DUAL ROLE! You'll thrill to his exciting portrayals of the notorious Jesse James...and Clint Burns, the gambler. (original print ad)".